# Most plukovníka Šrámka
Most plukovníka Šrámka je obloukový ocelový silniční most přes Orlici v Hradci Králové, v místní části Svinary. Jedná se o první most po proudu Orlice na území města. Nachází se v místní části Svinary. 

## Původní most
Jednalo se o železný most postavený roku 1907 na místě o 1,55 m užšího dřevěného mostu strženého povodní roku 1891, který zde poprvé stál v roce 1869. Ocelová konstrukce mostu se středovým pilířem uprostřed řeky chráněným ledolomem byla vyrobena strojírnou Bromovský, Schulz a Sohr z Adamova. V roce 2009 byl pojmenován na počest českého legionáře a svinarského rodáka plk. Bohumila Jana Šrámka. Od 18. ledna 2017 byl kvůli havarijnímu stavu uzavřen pro veškerou dopravu. Koridorem v mobilním oplocení mohli projít jen chodci a cyklisté. 
V průběhu příprav a analýz pro stavbu nového mostu byl podán 14. března 2014 návrh na prohlášení mostu plk. Šrámka za kulturní památku, čemuž však nebylo 25. září 2015 vyhověno. Mezi hlavní odpůrce prohlášení mostu památkou byl jeho vlastník Správa a údržba silnic Královéhradeckého kraje a Povodí Labe, státní podnik. 

## Nový most
Na místě původního mostu byl v květnu 2019 je otevřen nový most, který je dvouproudový.

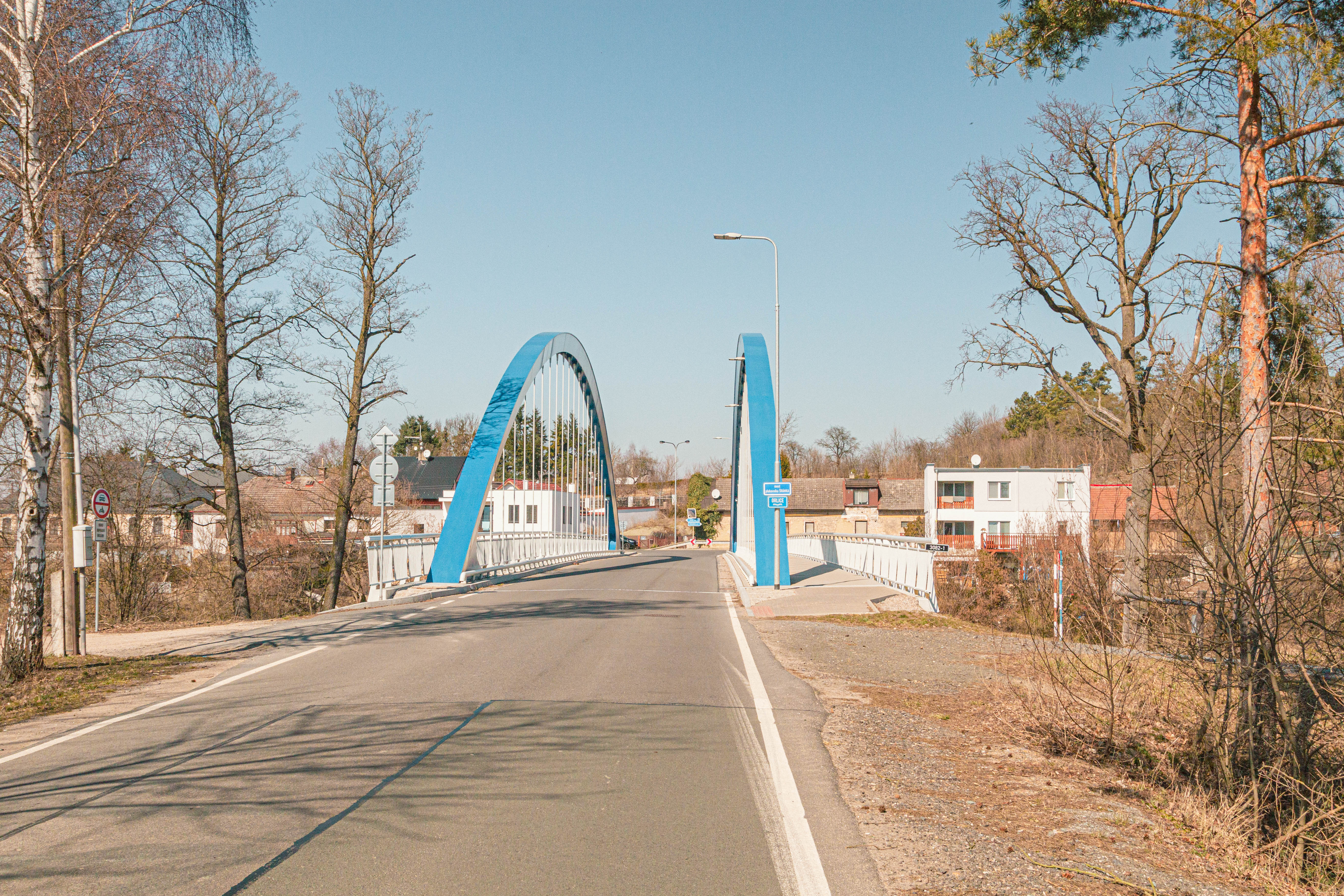
Nový Most plukovníka Šrámka
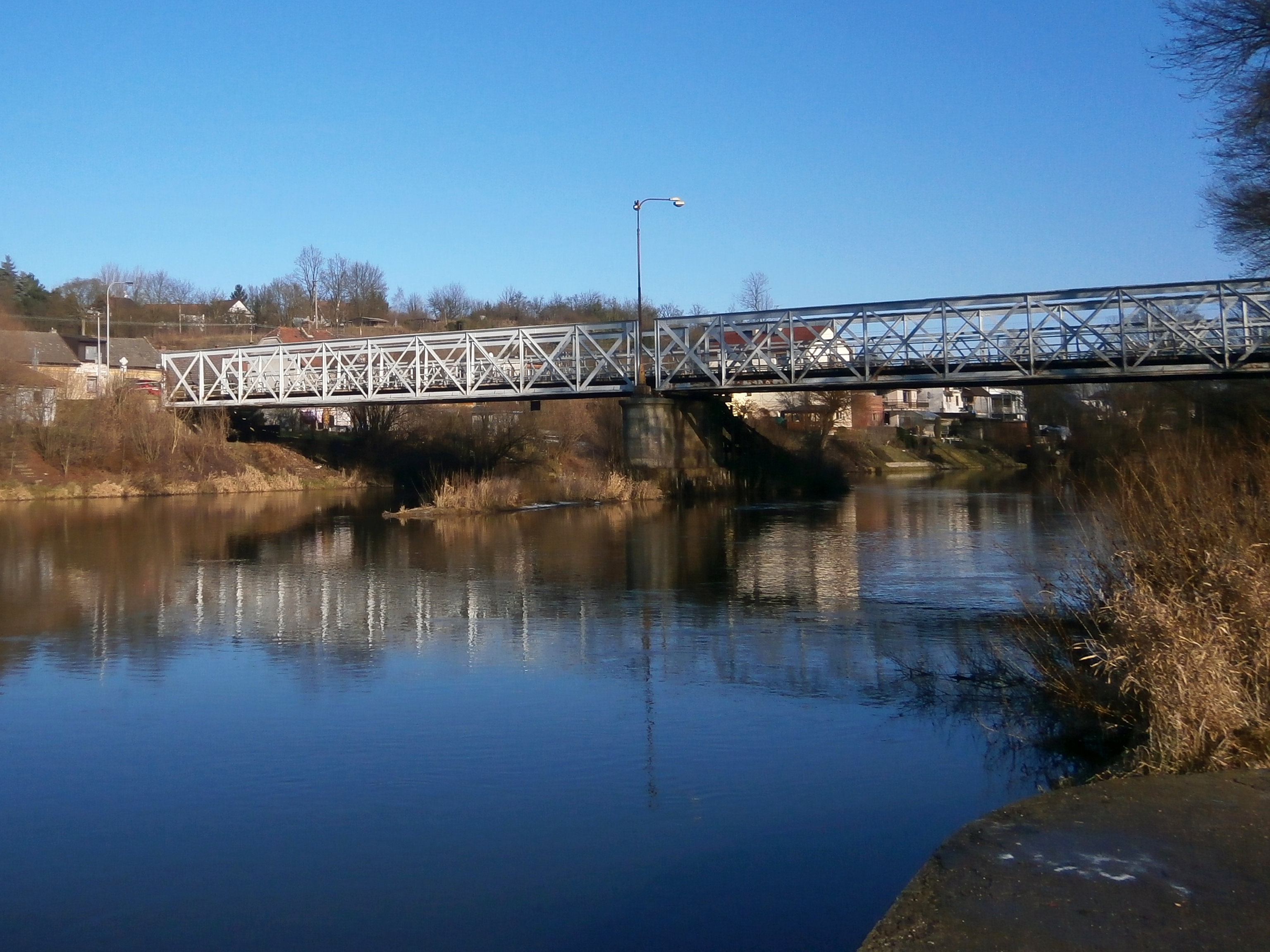
Původní most